# اسلوبودکا

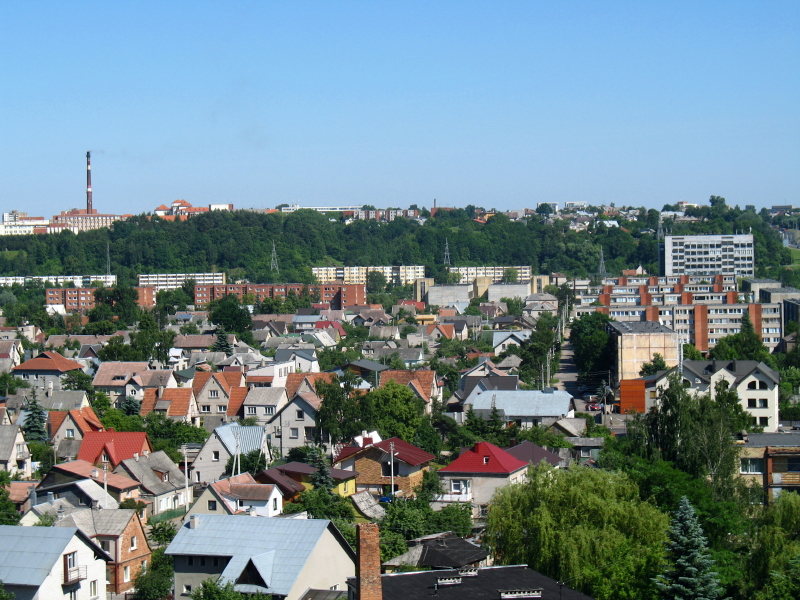
نگاره‌ای از ساختار روستای اسلوبودکا - ۲۰۰۷

اسلوبودکا (انگلیسی: Vilijampolė) یکی از روستاهای شهر کاوناس،  لیتوانی، واقع در ساحل راست رودخانه نریس و رودخانه نمان، که در نزدیکی محل تلاقی آنها قرار دارد. سایت اصلی گتو کونو در جنگ جهانی دوم بود.